# Проспект Абая (Алма-Ата)
Проспект Абая (каз. Абай даңғылы / Abai dañğyly) (до 1960 года — улица Арычная) — проспект, расположенный в Медеуском, Бостандыкском , Ауэзовском и Наурызбайском районах Алма-Аты, пересекающий город с востока на запад от проспекта Достык до улицы Строительной. Назван в честь казахского поэта-просветителя, основоположника казахской письменной литературы Абая Кунанбаева.

## История и названия
Первым названием улицы с 1920 года было Арычная. Название было связано с находившимся на ней тогда и сейчас Головным арыком, магистральным оросительным водоканалом длиной 4,6 км, долгие годы служивший южной границей города и снабжавший город водой из реки Малой Алматинки. В городе Верном будущий проспект служил южной границей города, дальше к горам тянулся так называемый городской выгон, где горожане пасли скот. В летнее время здесь устраивались солдатские учебные лагеря.
В 1960-м году переименована в честь Абая Кунанбаева, известного казахского поэта-просветителя.

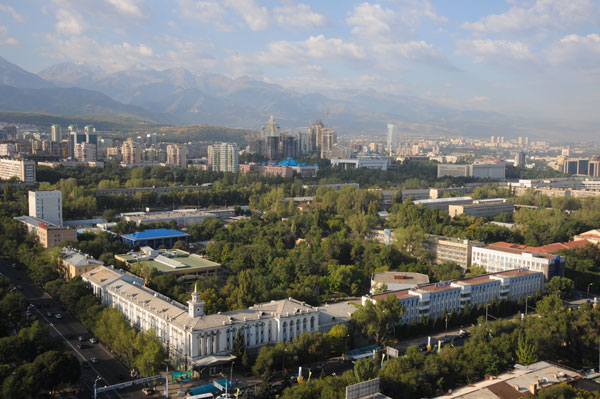
Начало проспекта Абая, пересечение с проспектом Достык

## Примечательные здания и сооружения

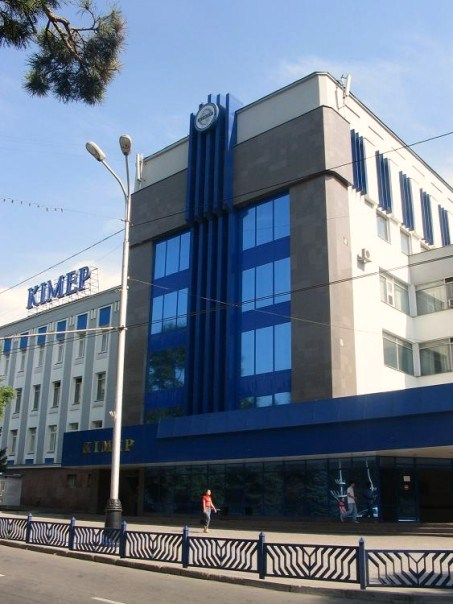
КИМЭП, бывшая партшкола

- Дворец Республики (пр. Достык, 56, уг. пр. Абая)
- Площадь Абая
- памятник Абаю Кунанбаеву
- КИМЭП (пр. Абая, 2)
- Казахский национальный аграрный университет, (пр. Абая 8а)
- Университет Международного Бизнеса имени Кенжегали Сагадиева (пр. Абая, 8А)
- Государственный академический русский театр драмы имени Лермонтова (пр. Абая, 43). Авторы проекта здания — коллектив московских архитекторов ЦНИИЭП зрелищных зданий (В. Давыденко, Г. Горлышков и др.).
- Национальная Библиотека Республики Казахстан (пр. Абая, 14). Здание, в котором располагается Национальная библиотека Республики Казахстан, было построено в 1970 году по проекту института Казгорстройпроект (архитекторы В. П. Ищенко, К. Н. Кальной, В. Н. Ким, Е. Кузнецов, инженеры В. Ангельский, А. Деев, Г. Стулов). В 1982 году здание библиотеки было включено в список памятников истории и культуры Казахской ССР республиканского значения и взято под охрану государства.

Дворец спорта и культуры имени Балуана Шолака

- Дворец спорта и культуры имени Балуана Шолака (пр. Абая, 44)
- Казахская академия спорта и туризма (пр. Абая 83/85)
- Центральный стадион (пр. Абая, 48)
- Центральный плавательный бассейн (пр. Абая, 48)
- Центральный дворец бракосочетания (пр. Абая, 101а)
- Казахский государственный цирк (пр. Абая, 50)
- Казахский государственный академический театр драмы имени М. О. Ауэзова (пр. Абая, 103)
- Институт горного дела имени Д.А Кунаева (пр. Абая 191)
- Акимат Наурызбайского района

## Транспорт
По проспекту проходят многие троллейбусные, автобусные маршруты, а также частично метро. Вдоль всего проспекта проходит выделенная полоса общественного транспорта.
Троллейбусные маршруты
- 5: Ж/д вокзал Алматы 2, ул. Абылай хана, ЦУМ, ул. Абая, Центральный стадион, Цирк, мкр-ны 3,4,5,6,7,8, ул. Саина, КазЭУ, мкр. Жетысу-2, мкр. Жетысу-3, ул. Жубанова, рынок «Арыстан», мкр. Аксай-4, Аксай-5, ул. Момышулы, ул. Маречека, конечная мкр. Аксай-3.
- 25: Начало пути — ул. Маречека угол Момышулы мкр. Аксай-3, рынок «Арыстан», мкр. Аксай-4, Аксай-5, ул. Момышулы, мкр. Жетысу-2, мкр. Жетысу-3, КУПС, магазин Magnum, мкр-ны 3,4,5,6,7,8, прямо по пр. Абая, Центральный стадион, Цирк, КазНАУ, Дворец Республики, пр. Достык, ул. Богенбай батыра, ул. Калдаякова, Парк им.28 Панфиловцев, ул. Гоголя, Конечная — Центральный парк культуры и отдыха им. Горького.

Метро
- Станции метро Абай, Байконур, Театр имени Ауэзова, Алатау, Сайран, Москва, Сарыарка, Момышулы

## Галерея

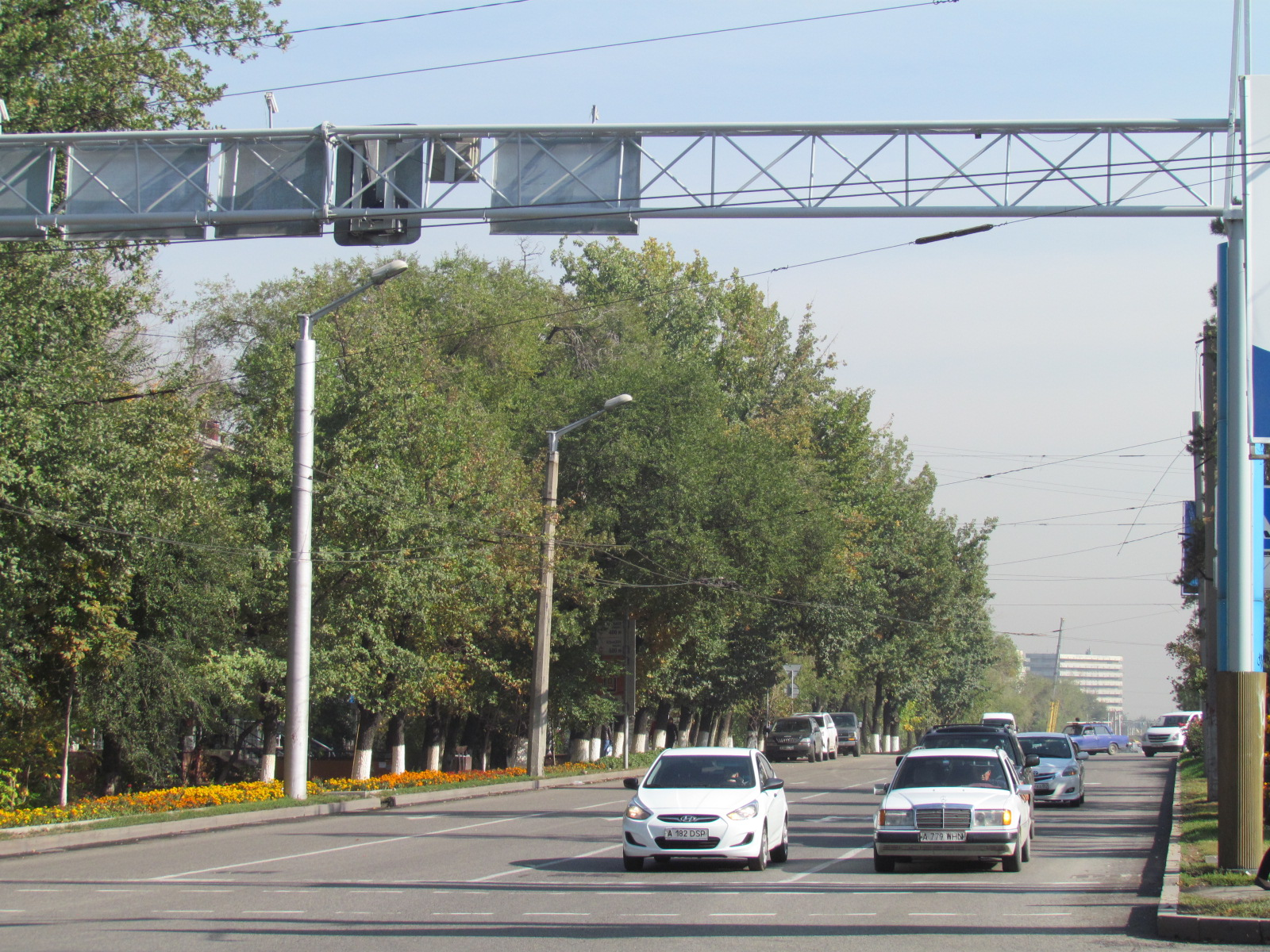
Вид в направлении на северо-восток вдоль проспекта Абая от перекрёстка с проспектом Алтынсарина
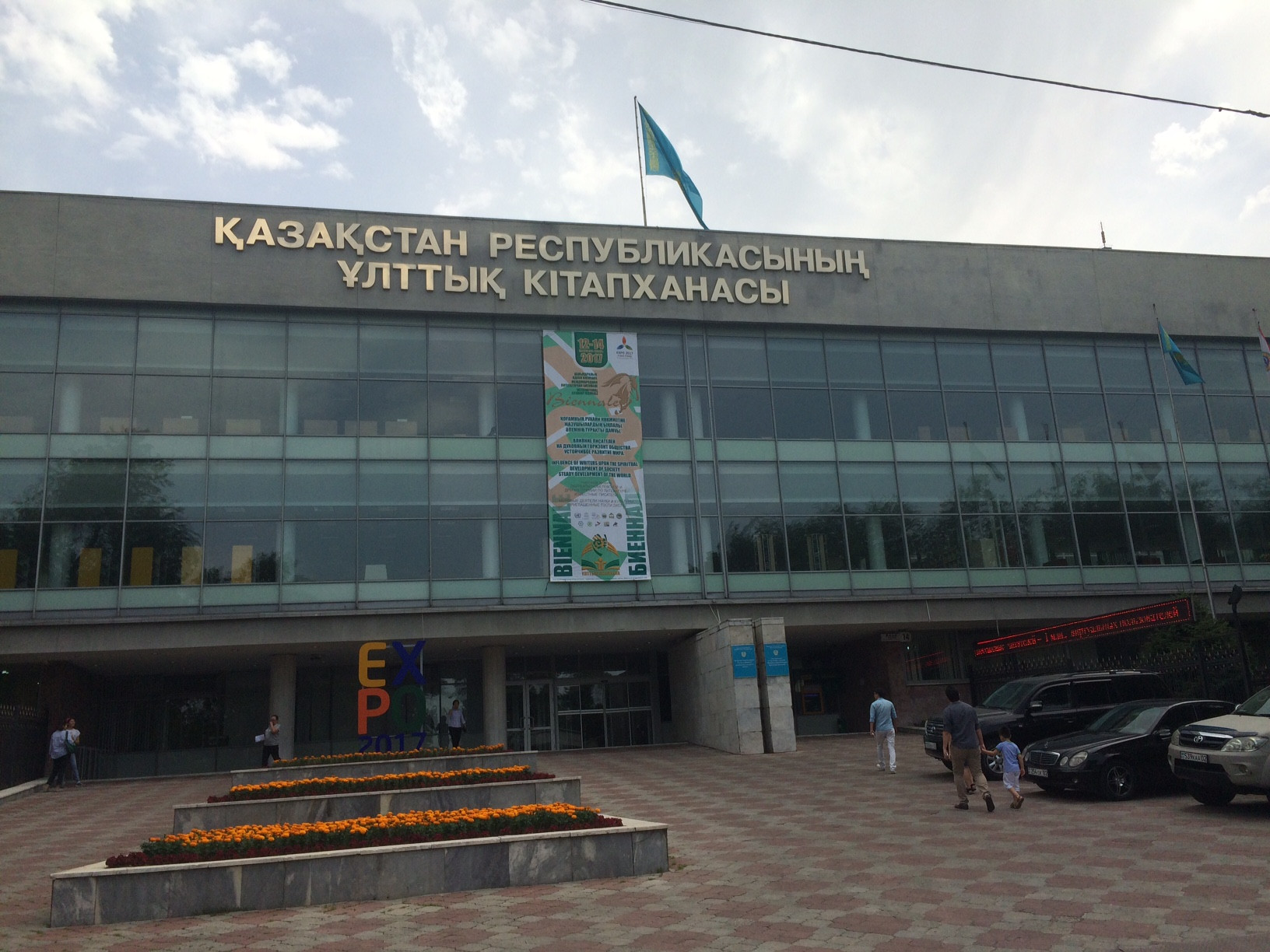
Национальная библиотека РК
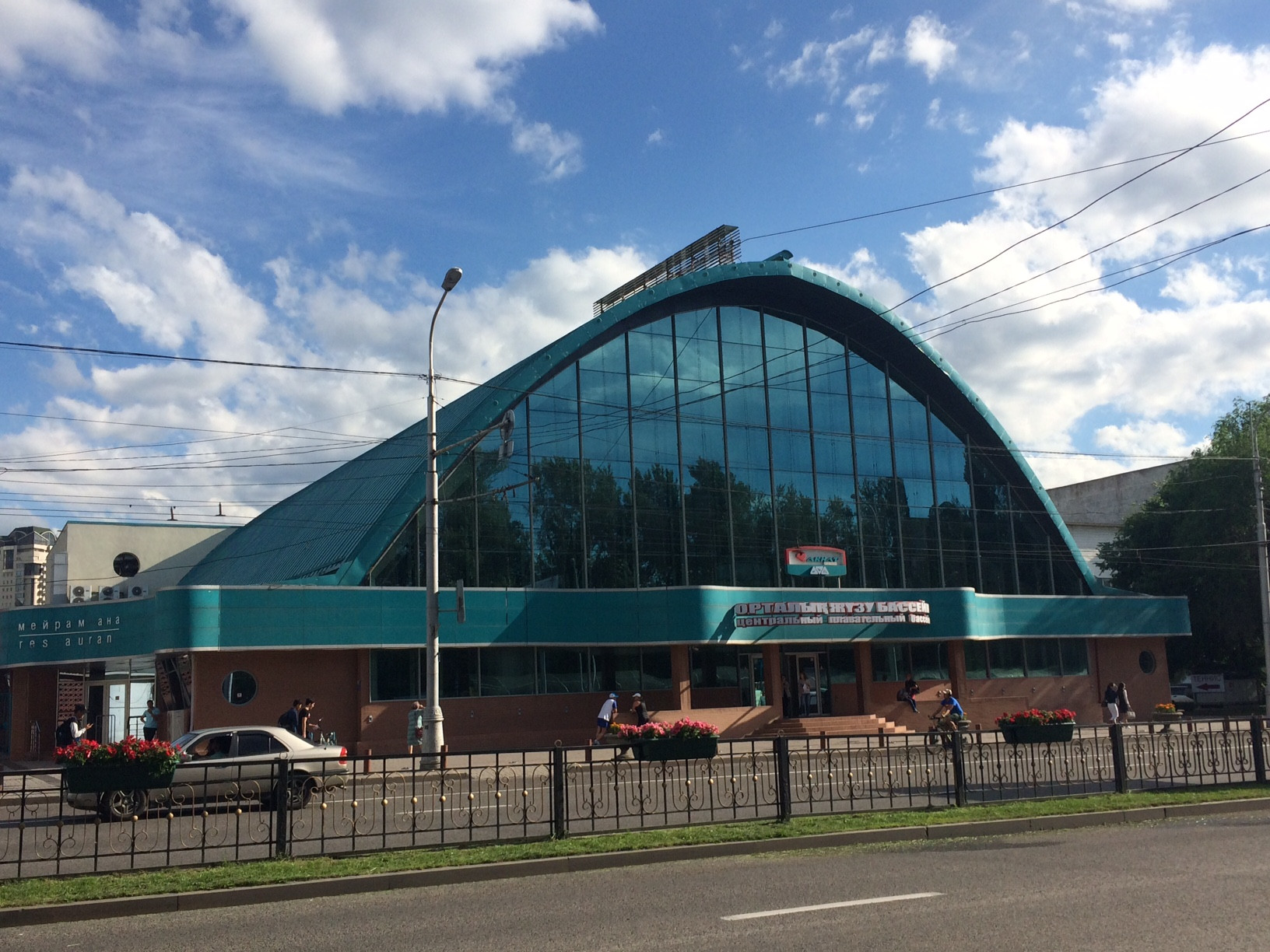
Плавательный бассейн Rakhat Fitness
Центральный стадион
Здание Казгосцирка
Каздрамтеатр им. Ауэзова
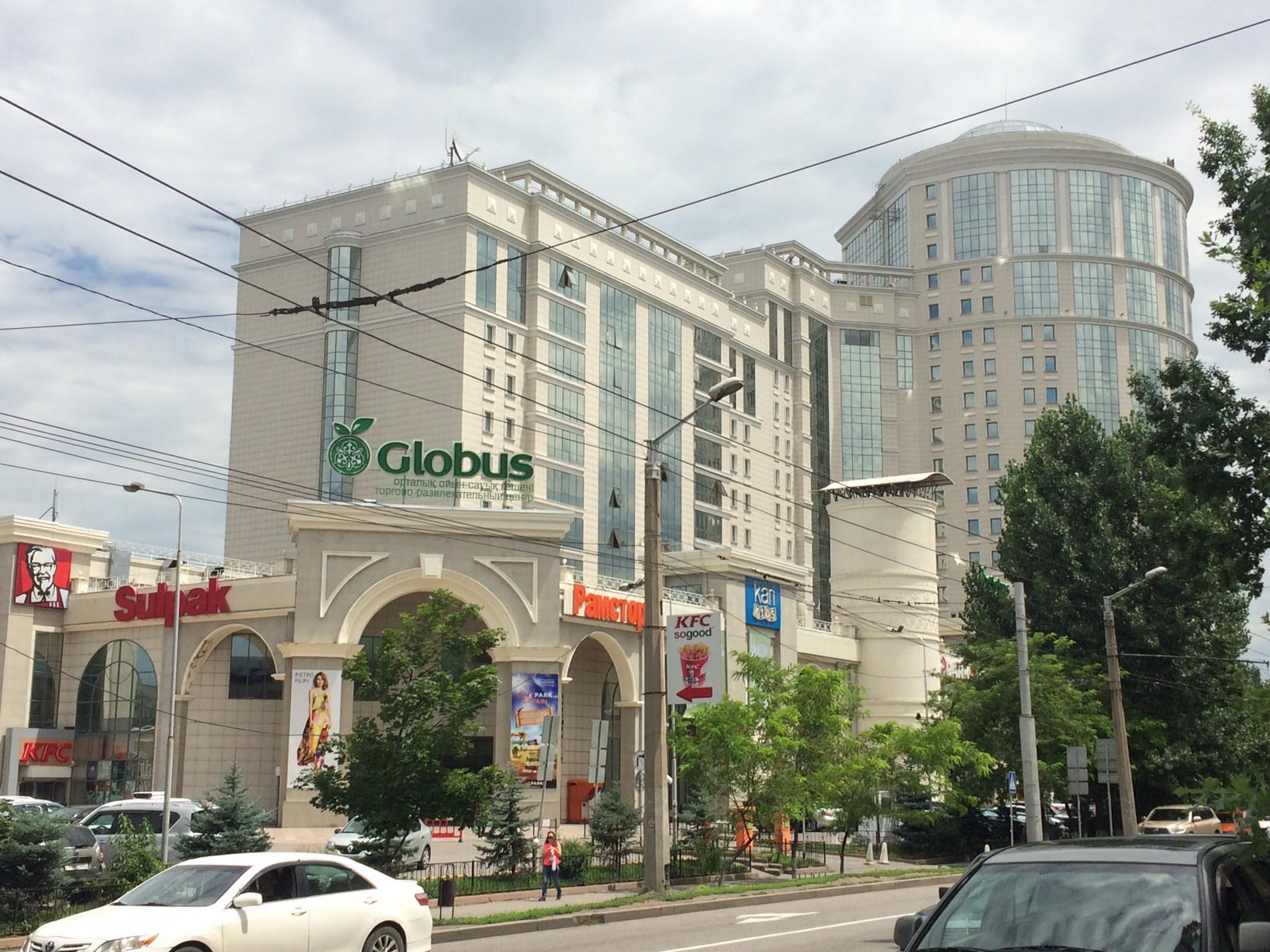
ТРЦ «Глобус» на проспекте Абая
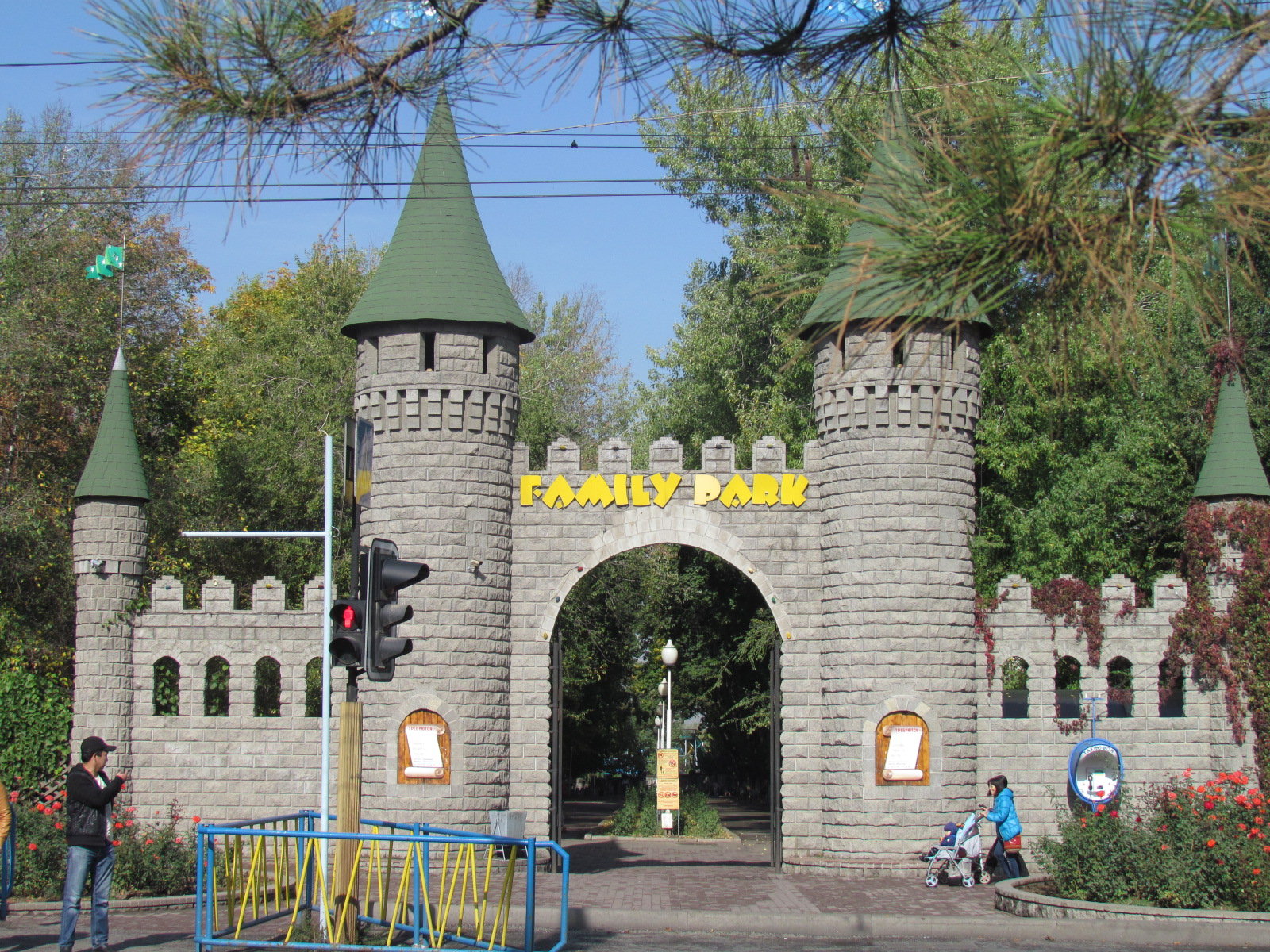
Входная группа в Family Park.